# 雀榕
雀榕（学名：或），又名鳥榕、鳥屎榕、筆管榕、赤榕，为桑科榕屬的一種落葉喬木 。

## 分布
可见于中国大陆南部、台灣、日本、琉球、東南亞等亞熱帶氣候帶。
為台灣原生植物，主要棲地為於低海拔林麓至平地。亦為普遍的園藝景觀作物。善於藉各種動物傳播種子，故分佈無特定限制。由於臺灣閩南語常將「榕」寫作「松」，故一般稱為「鳥松」。臺灣許多地名以其為名：例如高雄市鳥松區、臺南市永康區的蔦松。

## 生態環境
為陽性植物，性喜温暖润湿气候，但可耐一定程度的乾旱與寒冷，易生於向陽之處。幼樹耐陰，可在林間生長。最適生育溫度約23~32℃，日照以70~100%為佳。
雀榕能夠生長在貧瘠、酸性，甚至受污染的土壤等惡劣環境，生態環境囊括岩石縫隙間至壤土。另因其氣根發達，可以種植在大型石頭上。

## 特征
大型常绿乔木，具乳汁液，株高可至20-25米。多氣生根，往下生長後觸地，可形成樹幹狀的支柱根。樹幹皮灰褐色。
其葉為单叶互生，平滑無毛，呈紙质，側脈7-9對，略帶波浪狀的全緣葉。頂芽，早落而留環狀托葉痕。葉形橢圓至倒披針形，葉長10-17cm，闊4-6cm。葉紙全緣或波狀緣。葉色浓绿，但新葉紅艷嫩，苞片白至淡紅色。老叶落叶前會由绿转红，每年落叶約2-4次，使樹暫時呈光禿狀態，但此況不會維持太久，很快就會長出新的葉片。
花色绿白，长在总状花序之上。秋季時結果，果實類型為隱花果，腋生或幹生，熟果褐紅到紫紅色，有斑點。雌雄同株，同一花序常混生雌花、雄花及蟲癭花。隱頭花序生長於中空的花托之中，先端有孔，內有多枚苞片。雄花少數，位於花序開口處，無柄，花被片3~4枚，雄蕊 1 枚。雌花無柄，子房平滑，花柱細長，柱頭漸尖，花被片4~5枚。蟲癭花有柄，子房平滑，球形或卵形，花柱短，花被裂片 3~4 枚。

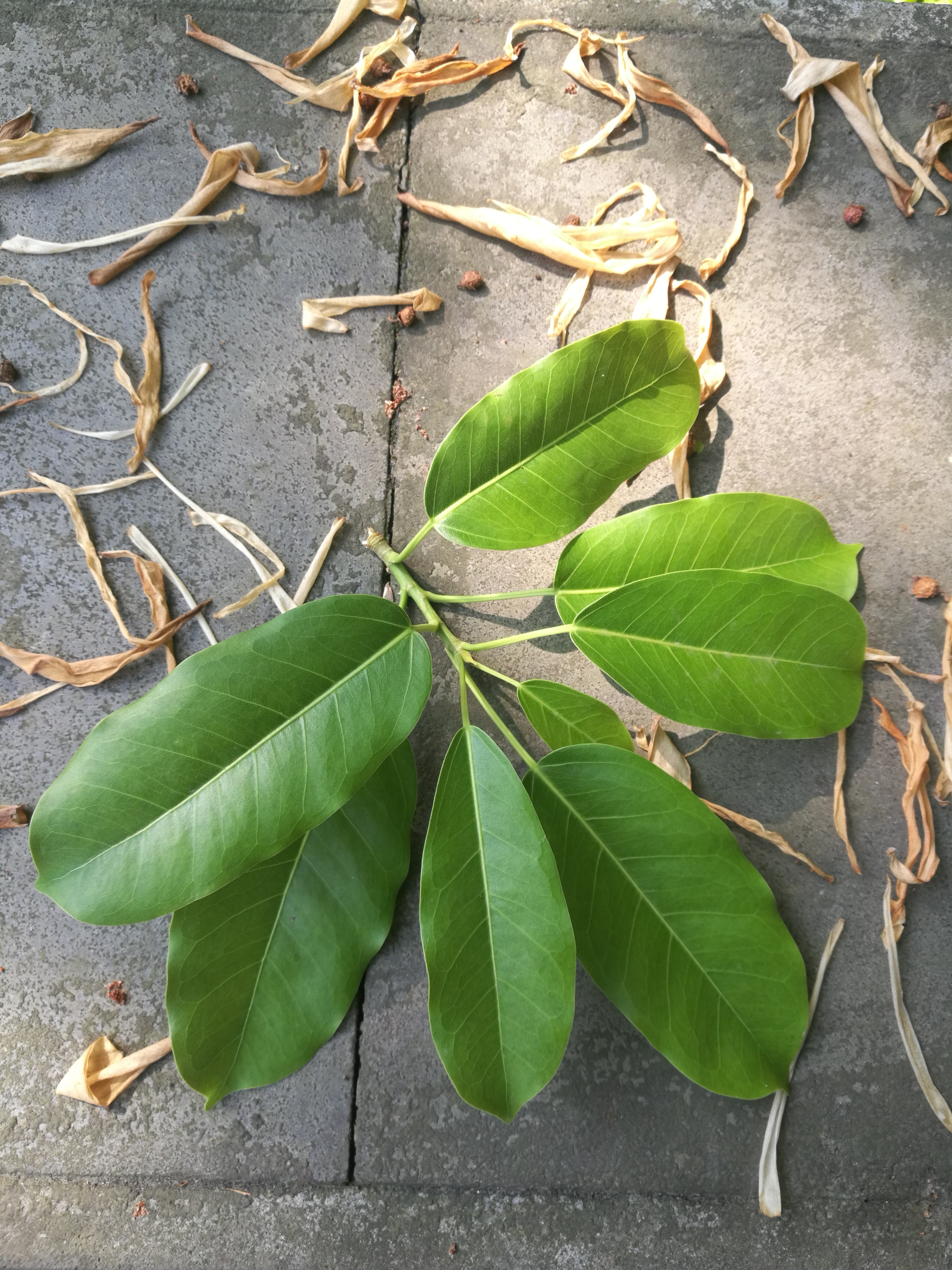
Picture of Ficus Superba Var. Japonica, abaxial leaf
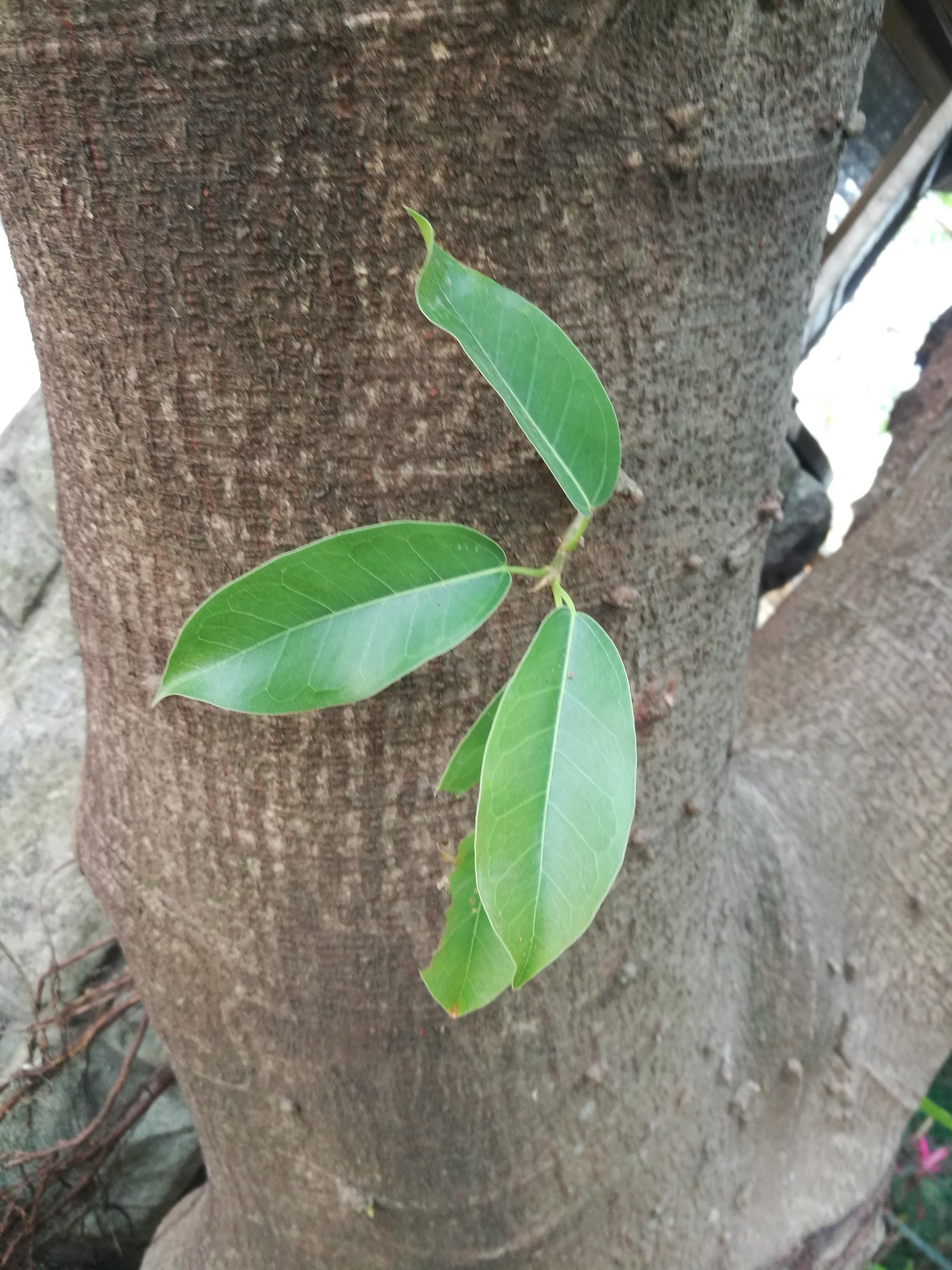
LeafOfFicusSuperba
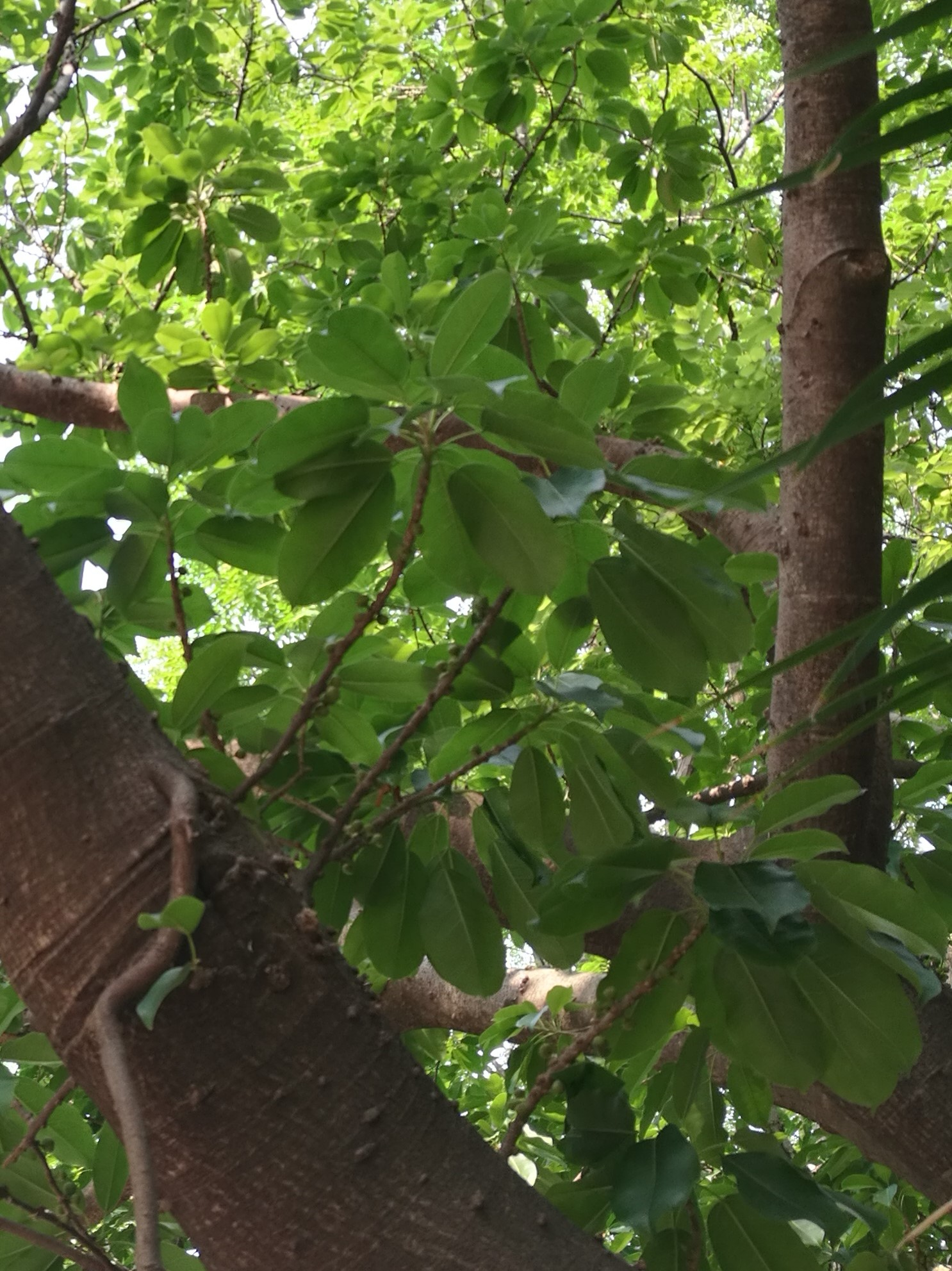
A picture of Ficus Superba Var. Japonica
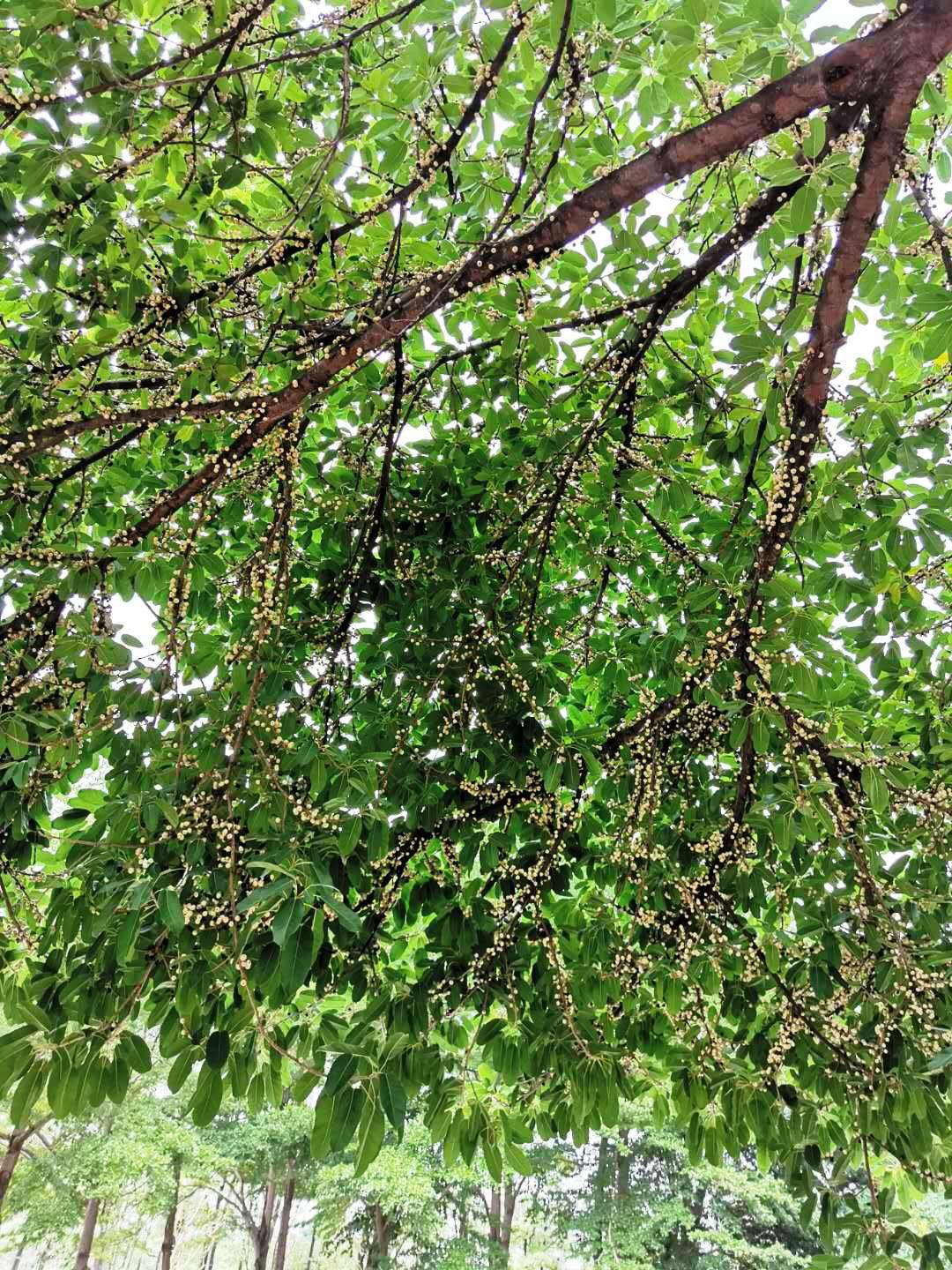
隱花果著果狀

## 用途
雀榕為常見的園景樹，可以遮蔭、防風沙。此外，其幼嫩托葉可食用。將其枝葉搗爛，還可以外敷治潰爛傷口。

## 生態意義
夏天時，雀榕的榕果長滿整株枝幹，十分搶眼。成熟的果實會吸引許多鳥雀，如白頭翁、綠繡眼、麻雀，或是中小型哺乳動物如赤腹松鼠、飛鼠等前來享用。動物們吃了雀榕果實，不會被消化的種子若被排遺到適宜生長處，就可以抽芽生長。這也是雀榕也被稱為鳥榕的原因。
雀榕種子適應力強，各種鳥類會經過的地方如屋頂、墻角、甚至是其他樹的樹幹縫隙都能成為雀榕生長的地點。而在其他樹幹上生長的雀榕常會造成纏勒現象，影響該樹的生長，甚至導致個體的死亡。樹幹易形成縫隙的樹木常受其害。

## 外部連結
- 維基物種上的相關：雀榕